# Michael Griffin (Politiker)

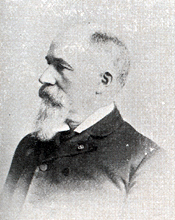
Michael Griffin

Michael Griffin (* 9. September 1842 im County Clare, Irland; † 29. Dezember 1899 in Eau Claire, Wisconsin) war ein US-amerikanischer Politiker. Zwischen 1894 und 1899 vertrat er den Bundesstaat Wisconsin im US-Repräsentantenhaus.

## Werdegang
Im Jahr 1847 wanderte Griffin mit seinen Eltern aus Irland nach Kanada aus. 1851 zog die Familie zunächst nach Ohio und dann im Jahr 1856 nach Wisconsin, wo sie sich in Newport niederließ. Michael Griffin besuchte die öffentlichen Schulen in Ohio und Wisconsin. Während des Bürgerkrieges diente er als Soldat in einem Freiwilligenregiment aus Wisconsin im Unionsheer. Dabei stieg er vom einfachen Soldaten bis zum Oberleutnant auf.
Nach dem Krieg zog er nach Kilbourn City in Wisconsin. Nach einem Jurastudium und seiner im Jahr 1868 erfolgten Zulassung als Rechtsanwalt begann er dort in seinem neuen Beruf zu arbeiten. Zwischen 1871 und 1876 war er auch bei der Bank of Kilbourn angestellt. Gleichzeitig begann Griffin als Mitglied der Republikanischen Partei eine politische Laufbahn. In den Jahren 1874 und 1875 saß er im Kreisrat des Columbia County; 1876 wurde er in die Wisconsin State Assembly gewählt. Im selben Jahr zog er nach Eau Claire. Dort war er von 1878 bis 1879 städtischer Anwalt. Zwischen 1880 und 1881 gehörte Griffin dem Senat von Wisconsin an. Er war auch Mitglied der Veteranenvereinigung Grand Army of the Republic, deren regionalen Vorsitz er im Staat Wisconsin in den Jahren 1887 und 1888 innehatte.
Nach dem Tod des Kongressabgeordneten George B. Shaw wurde Griffin bei der fälligen Nachwahl für den siebten Sitz von Wisconsin als dessen Nachfolger in das US-Repräsentantenhaus in Washington, D.C. gewählt, wo er am 5. November 1894 sein neues Mandat antrat. Nachdem er auch für die beiden folgenden Legislaturperioden gewählt worden war, konnte er bis zum 3. März 1899 im Kongress verbleiben. In diese Zeit fiel der Spanisch-Amerikanische Krieg. Im Jahr 1898 verzichtete Michael Griffin auf eine weitere Kandidatur. Nach seinem Ausscheiden aus dem US-Repräsentantenhaus wurde er Vorsitzender des Steuerkommission von Wisconsin. Er starb am 29. Dezember 1899 in Eau Claire.